# 池澤春菜のみんなで、た〜る♥ 〜ラジオ・マリーのアトリエ〜
池澤春菜のみんなで、た〜る♥ 〜ラジオ・マリーのアトリエ〜（いけざわはるなのみんなで、た〜る 〜ラジオ・マリーのアトリエ〜）は、1997年10月から1998年3月までTBSラジオとAM神戸で放送されたラジオ番組。略称「たるラジ」。2017年12月2日の「アトリエ20周年フェスティバル」にて1日限定の復活がされた。

## 概要
ゲーム『マリーのアトリエ 〜ザールブルグの錬金術士〜』を題材とした番組で、ゲームの世界に関係したコーナーで構成され、ゲームの情報も紹介された。危険なコーナーであった「今週の調合」がリスナー意識的にも、番組構成的にもメインコーナーとなっていた。
番組名の「た〜る」とは、ゲームの主人公マルローネが樽を見つけたときに発する台詞であり、「いすっ（椅子）」「うにぃぃぃ（クリ）」と並んでプレイヤーに強い印象を与えた言葉である。

## パーソナリティ
池澤春菜（マリー）
メインパーソナリティー。ゲームでも主人公マルローネを担当しており、番組内でもマルローネの愛称「マリー」で呼ばれることもある。
ドン・マッコウ（ドン・ウラジミール・マッコフ）
ゲーム音楽会社ツーファイブの代表でプロデューサー。当初は「今週の調合」のアシスタントとしてのみの登場だったが、回を追うごとに他のコーナーにも登場するようになった。銅貨3枚で雇った妖精さん（ゲームの記事参照）として「今週の調合」を手伝った。ウラジミールという妖精はゲームに登場しない。

## コーナー
酒場の張り紙
本当かどうか分からない情報を紹介するコーナー。役に立つ情報もあれば、使いどころの分からない情報も紹介された。
今週の調合
ミキサーを使用して複数の飲み物や食べ物を混ぜて「新たな飲み物」を作ろうというコーナー。当初の思惑に反して、危険な飲み物を多数生み出した（#今週の調合参照）。
ラジオドラマ「マリーのアトリエ〜ザールブルグの錬金術士〜」
ゲームのラジオドラマ。ラジオ未放送分を含んだラジオドラマCD1 - 4が発売されている。
新アイテム
番組の最後で紹介される。リスナーから送られた「あったらいいな」的な新しいアイテムを紹介する。

## 今週の調合
| 放送回                                                            | 名称                                                  | 材料                                                                      | 説明・評価 |
| ----------------------------------------------------------------- | ----------------------------------------------------- | ------------------------------------------------------------------------- | --- |
| 第1回                                                             | マンゴーミルク                                        | マンゴー 牛乳（特濃牛乳） ガムシロップ                                    | 初回は池澤が台湾旅行で飲んだ「パパイヤミルク」を再現を試みた。 しかし、パパイヤと間違ってマンゴーが用意されていた。 |
| 以下、番組スタッフが持参した品物をくじ引きで選んで調合            |                                                       |                                                                           | |
| 第2回                                                             | （命名なし）                                          | 梅昆布茶 アロエドリンク パイナップルスライス                              | 梅昆布茶はムービック社員が持参したもの。 池澤は「梅昆布茶が危険性を高めた」と不評であったが、試飲したimadio社員には好評であった。 |
| 第3回                                                             | つむぎんスペシャル                                    | フローズンヨーグルト カルピスウォーター 梅昆布茶                          | ゲストの大沢つむぎは「子供用の風邪薬の味」と表現し、78点と評価した。 |
| 以下、リスナー応募のレシピを基に調合                              |                                                       |                                                                           | |
| 第4回                                                             | 胃液                                                  | みかん果汁100%ジュース トマトジュース 苺の板チョコ フルーツゼリー         | この回からアニラジグランプリにドリンクの写真が掲載されることとなったが、試飲した記者は誌面に「写真に撮りたくない色」と記した。 |
| 以下、リスナーが1種類ずつ応募したものから、くじ引きで選択して調合 |                                                       |                                                                           | |
| 第5回                                                             | マッコフスペシャル                                    | あんこ（田舎しるこ） ココア ジュース（しその葉物語） オロナミンC          | 池澤は「しその葉物語が酸っぱさを生み出した」と不評であったが、ドン・マッコウは気に入った模様で「マッコフ」が付された。 |
| 第6回                                                             | のど風邪ドリンク○○スペシャル （○○は試飲した人の苗字） | ほうれんそうの胡麻和え ジュース（緑の野菜） みかんゼリー はちみつ         | ビックウエスト社員が試飲。 当日は風邪気味であっため「喉に効きそう」とコメントした。 |
| 第7回                                                             | プリまっちゃly                                        | 抹茶アイスクリーム プリン C.C.レモン                                      | 池澤は「幸せになれる美味しさ」と表現し、番組終了まで成功品として語られることになる。 |
| 第8回                                                             | ワサビを抜けば冬にはいいかな?                         | 水（volvic） 卵の黄身 カボチャスープ ワサビ                               | 池澤は「コクがあって美味しい」と評した。 |
| 第9回                                                             | ファンタジーフルーツジュース                          | 桃ゼリー 缶詰のパイナップルの汁 コーラ バナナ                             | 抽選時点の期待値も高く実物も好評であったが、味はリンゴジュースに似ていた。 命名はゲストの金月真美。 |
| 第10回                                                            | ハイソサイエティ（赤貧）                              | カレーヌードル 鮭缶 牛乳                                                  | 池澤は抽選時点から危険性を心配したが、筒井ディレクターの鶴の一声で実行された。 試飲は筒井ディレクター本人が選ばれ、「牛乳をマヨネーズに変えたらいける」と評した。 なお、カレーヌードルは砕いて粉状にして調合された。                                   |
| 第11回                                                            | 胃液Part2                                             | ヨーグルト チョコバナナ味アイス トマトジュース                            | 試飲者は「にんじんジュースに味が似ている」と表現した。 第4回「胃液」と共通するトマトジュースが危険だと認識された。 |
| 第12回                                                            | ゲロッパ                                              | おかゆ あんずゼリー カラムーチョ                                          | 番組ミキサーが試飲し、涙を流した。 |
| 第13回                                                            | ビンテージチーズ                                      | 梅干 コーラ チーズ蒸しパン 米粕                                           | 粘り気が強く、飲み物というより食べ物であった。 「液体チーズ」「50年ものチーズ」等の候補が挙がった。 |
| 第14回                                                            | モーニング毛ガニ                                      | 味噌 豆腐 増えるワカメ 苺ミルク                                           | 抽選時点では味噌汁感が勝ると予想されたが、実物は苺風味のかに味噌のようだと表現された 収録当日にドン・マッコウが蟹を食べて遅刻したため、この名前が付けられた。                                                                                          |
| 第15回                                                            | スコッ茶（ティ）                                      | ココア レモンティ（午後の紅茶） 雪見だいふく                              | 第7回「プリまっちゃly」に次ぐ成功品。 |
| 第16回                                                            | バイヲハザードをおえっ♥                               | あずきアイス ヤクルト 夕張メロンジュース 昆布おにぎり                     | 池澤が唯一飲めなかった。 |
| 第17回                                                            | オロニャン                                            | オロナミンC カルピスウォーター こんにゃくゼリー                           | 試飲者全員が「美味い」と絶賛した、このコーナーにおける一番の成功品。 |
| 第18回                                                            | 義理チョコシェイク○○○ （○○○は試飲した人の名前）       | にんじんジュース（充実野菜） 板チョコ ヨーグルト チョコ味アイス           | 池澤は充実野菜により「胃液の再来」を懸念したが、基本がチョコ味で統一されていたためそれなりの結果に落ち着いた。 第4回「胃液」、第11回「胃液Part2」と同じ人が試飲した。                                                                                  |
| 第19回                                                            | Gone with a tears                                     | ごはん+砂糖 ケチャップ グレープジュース                                   | 試飲したムービック社員が試飲直後にブースを飛び出した（#エピソード参照）。 名前の意味は「涙と共に消えぬ」で、池澤が『風と共に去りぬ』の英題を元に名付けた。                                                                                             |
| 第20回                                                            | ぷるぷるクーヘン                                      | 麻婆豆腐 生クリーム バームクーヘン                                        | 試飲すると身震いすることから名付けられた。 |
| 第21回                                                            | ダブルもどし                                          | マスタードマヨネーズ ヨーグルト 粒入りコーンスープ                        | 「酒と思えば飲める」「新種のマヨネーズ」との評された。 |
| 第22回                                                            | カニフィールド・スメル                                | チョコレート 乳製品のジュース タラバガニ                                  | チョコレートとタラバガニのミスマッチが懸念されたが、完成品ではカニの味が消えていた。 カニが消えたことから、デビッド・カッパーフィールドにあやかって名付けられた。                                                                                      |
| 第23回                                                            | ブラッディ ホワイトディ                               | カロリーメイト コーン入りポタージュ カルピス オレンジジュース             | 調合直後の匂いは最悪だが、時間をおくことで変化すると評価された。 収録日がホワイトディ直後であったため名付けられた。 |
| 第24回                                                            | HAPPY COME COME UNHAPPY COME COME                     | ウィダーinゼリー ウーロン茶 オレンジマーマレイド （じゃがいもポタージュ） | 当初抽選で選ばれたのは上の3品だが、筒井ディレクターがそこに「じゃがいもポタージュ」を加えた。 4品目の追加で悪化するのは明白で、池澤らが3品で試飲した後、4品目を加えたものを筒井ディレクターが試飲した。 命名は3品のもの、4品のものそれぞれに行われた。 |
| 第25回                                                            | 賃上げスペシャル 一気したらあげましょう               | うまい棒めんたいこ味 焼きそばパン おでんの出汁 栄養ドリンク（アミールS）  | 池澤は「飲んだ後悪寒が来て、すっと何かが抜けた」と評した。 試飲は収録に居合わせたTBSの偉い人（役職不明）が行った。 |
| 第26回                                                            | コンビーフささやき ハルマゲドン・ファイナル!          | コンビーフ 十六茶 シューマイ ホイップアンパンイチゴ                       | 隣のスタジオで収録していた氷上恭子が急遽ゲストとして参加。 池澤をはじめとしてスタッフ全員には不評であったが、氷上には好評であった。 この日の番組冒頭で最終回である旨が告知されており、使用されたミキサーは洗わずにリスナープレゼントにされた。         |

## エピソード
- ペンネームはゲームにちなんでアカデミーネームと呼ばれた。
- リスナーの証としてぷにぷに玉がある。ゲームに登場するアイテムをイメージしたもので、ビー玉に目を書いてビニールなどに包んだもの。
- シア役の大沢つむぎがゲスト出演した際は、調合のコーナーにもゲームで声を担当した妖精「ピッケ」として出演した。
- 第19回の「今週の調合」で試飲したムービック社員が番組中に飛び出しそのまま失踪（実際には別事由で番組の担当を外れただけと考えられる）。その後「酒場の張り紙」等で何度かネタにされ、危険な飲み物の副作用として現在は「顔が緑」「むじんくんのような角が12本」「足が87cm」等の情報が放送された。
- 第25回の「今週の調合」でTBSの偉い人（役職不明）が試飲したことが打ち切りのきっかけでは？・・・と、池澤とドン・マッコウは噂していた。
- 最終回の発表は第26回のオープニング終了時、池澤が唐突に発表した。また最終回の「今週の調合」には、隣のスタジオで収録中であった氷上恭子が突如乱入した。これは打ち合わせなどはなく、本当に突然現れたらしい。なお氷上は、原作ゲームの続編「エリーのアトリエ」で、池澤に代わってマリー役を演じている。
また、前述のムービック社員がエンディング時にスタジオに登場した模様で、前述のネタを引きずった挙句に最後の言葉は池澤の「頭に角が〜」であった。
- 打ち切り直後に放送開始した池澤春菜のぱちモンOSAKAとはパーソナリティとディレクターが同じために、番組の雰囲気等で通じる部分が多い。